# Земунски лесни профил
Земунски лесни профил је споменик природе и заштићено природно добро у Србији. Простире се на површини од око 77 ари. Налази се у Београду, на територији градске општине Земун, уз десну обалу реке Дунав, а представља споменик природе геолошког карактера.

## Географија
Споменик природе Земунски лесни профил налази се 6,6 km северозападно од центра Београда, на десној обали Дунава и припада Горњем граду у Земуну. Заштићено добро се простире на 77a и 91m² заштићене површине правоуглог облика дужине око 114 m и ширине око 70 m.
Лесни профил има карактеристике типичног сувоземног леса. Распознаје се четири хоризонта леса и четири хоризонта фосилног земљишта на основу чега се у континуитету може пратити развој лесних творевина у последњих скоро милион година.

## Заштита локалитета
Земунски лесни профил стављен је под заштиту од стране Привременог органа града Београда 29. новембра 2003. године и поверен је на управљање Удружењу „Еколошки покрет Земун“. Лесни профил заштићен је као подручје III категорије на који се примењује II степен заштите.